# Sífilis na África Subsaariana

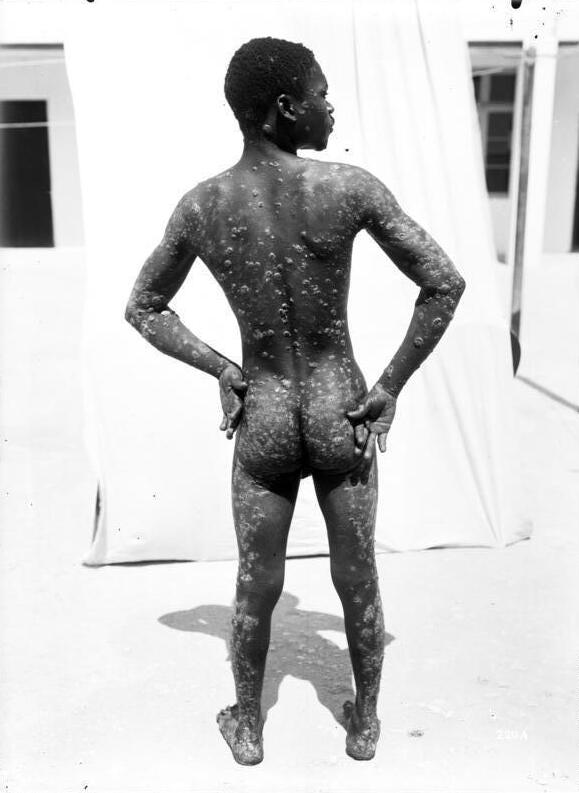
Homem com sífilis na África Oriental Alemã, por volta do início dos anos 1900

A sífilis é uma Infecção sexualmente transmissível de grande importância para a saúde pública, especialmente em Países em desenvolvimento, incluindo os da África Subsaariana. A doença, de origem controversa entre pesquisadores, chegou à África até o século XVI. Desde então, disseminou-se por todo o continente. Afeta especialmente gestantes, que podem sofrer Aborto espontâneo ou dar à luz a uma criança já infectada. A relação da sífilis com fatores como Circuncisão, educação e a disponibilidade de triagem tem sido objeto de estudos.

## História

### Origem
As Doenças treponêmicas, grupo que inclui a sífilis, provavelmente tiveram origem na África Oriental. Onde a sífilis surgiu primeiro é alvo de debate, havendo teorias de origem no Novo Mundo e em várias regiões do Velho Mundo. Confirmou-se a presença da sífilis na África em 1520. Há indícios de que a doença tenha chegado pela costa leste. Entre os povos bantos, ela só apareceu mais tarde, trazida por colonos de Cidade do Cabo. Embora relações sexuais entre homens europeus e mulheres bantas fossem proibidas, ocorriam com frequência, introduzindo a doença entre a população local.

### Era colonial
Segundo o coronel britânico F.J. Lambkin, no território que viria a se tornar o Protetorado de Uganda, as mulheres do povo baganda tinham restrições rigorosas à atividade sexual. Até 1908, com a colonização britânica e a introdução do Cristianismo, essas regras foram abolidas pelos chefes cristianizados, por serem consideradas incompatíveis com a nova fé. Lambkin atribuiu a essa mudança e à administração deliberada de sífilis em bebês saudáveis — na crença de que isso os vacinaria — a rápida difusão da doença na colônia.
Na década de 1950, houve esforço significativo para usar penicilina contra a doença na Província do Níger, na antiga África Ocidental Francesa. O objetivo era reduzir sua prevalência, não erradicá-la.

## Prevalência
A sífilis é um grave problema de saúde pública em Países em desenvolvimento. Mais de 10 milhões de pessoas são afetadas, principalmente na África Subsaariana e na Ásia. Em pesquisas de 2019, a prevalência média entre gestantes na África Subsaariana foi de 2,9%. Nas regiões Oriental e Austral, as médias foram de 3,2% e 3,6%, respectivamente. Observou-se leve queda nas últimas duas décadas (exceto no Leste), mas sem redução significativa.
Em Kisumu, no Quênia, estudo de 2001 mostrou que homens circuncidados (27,5%, quase todos muçulmanos) tinham menor probabilidade de infecção por HSV-2 e sífilis. O grupo étnico dominante, os lúo, não praticam tradicionalmente a circuncisão. Em contraste, em Ndola, na Zâmbia, não houve diferença significativa na prevalência entre circuncidados e não circuncidados.
Outro estudo de 2001, em comunidades rurais da Região de Mwanza, na Tanzânia, encontrou prevalência geral de 7,5% em homens e 9,1% em mulheres. Jovens de 15 a 19 anos tiveram 2,0% e 6,6%, respectivamente. Em ambos os sexos, a sífilis era mais comum entre divorciados e viúvos. Em homens, associava-se a não circuncisão, prática de religião tradicional e múltiplos parceiros no ano anterior. Em mulheres, correlacionava-se à falta de educação primária, início sexual precoce e percepção de alto risco de IST.

## Efeitos
A doença provoca lesões genitais, além de abscessos e úlceras pelo corpo, com dor intensa. Gestantes transmitem a sífilis ao feto em cerca de 33% dos casos, fazendo com que muitos nasçam já infectados. Em 1986, na Zâmbia, 19% dos abortos espontâneos foram atribuídos à sífilis, e na Etiópia 5% das gestações terminaram em perda por essa IST. A falta de triagem explica a persistência desses índices; em 2016, gestantes de países com triagem limitada — como Chade, Etiópia, Níger, Nigéria e Sudão — ainda registravam altas taxas de natimortos e de mortes neonatais.

## Conscientização
Em pesquisa com adultos no Distrito de Moshi Mjini, na Tanzânia, o conhecimento sobre sífilis, HIV/AIDS e gonorreia foi alto, embora outras IST, como herpes, fossem menos conhecidas. O estudo apontou que, entre homens, não houve correlação entre saber das doenças e tê-las, mas entre mulheres houve o dobro de chance de testar positivo para uma IST quando afirmavam conhecê-las. A conscientização para sífilis foi de 91% entre homens e 75% entre mulheres.
A triagem nem sempre é bem implementada em países da África Subsaariana. No Burquina Faso, muitas gestantes não são testadas mesmo com disponibilidade, por fatores como falta de conhecimento dos efeitos da sífilis, distância aos locais de triagem, estigma em relação às IST e custo do exame. Apesar disso, o uso de tiras imunocromatográficas para testes no ponto de atendimento é custo-efetivo.